# HD183363
HD183363 — хімічно пекулярна зоря спектрального класу A, що має видиму зоряну величину в смузі V приблизно  8,4.
Вона  розташована на відстані близько 1672,6 світлових років від Сонця.